# Anthomyiidae

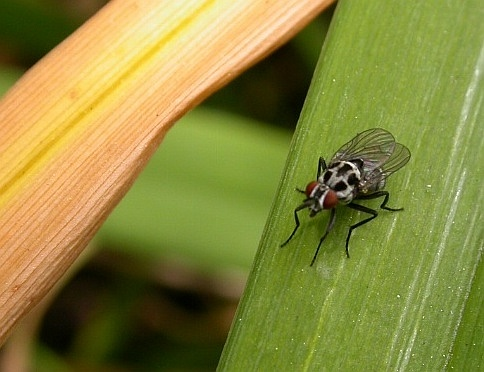
Anthomyia pluvialis.

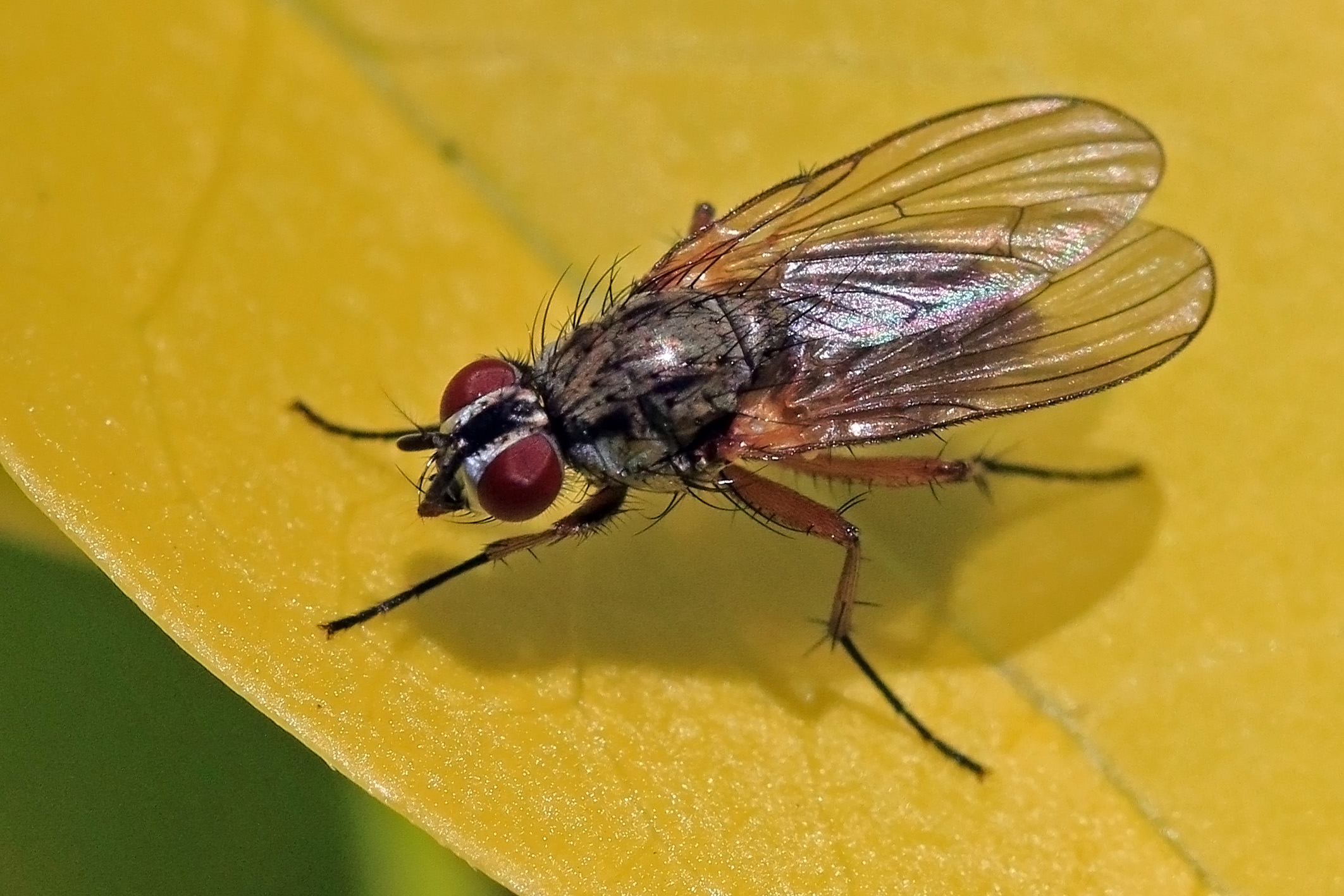
Hydrophoria linogrisea

Los antómidos o antomíidos (Anthomyiidae) son una gran y muy diversa familia de dípteros muscoideos. Son de apariencia similar a la mosca común. Algunos de sus miembros son llamados comúnmente moscas de las flores. Las larvas se encuentran normalmente en los tallos que decaen y las raíces de plantas, donde se alimentan de materia vegetal en descomposición. La familia incluye también inquilinos, comensales, y larvas parasitarias.
Algunas de las especies que incluye la familia son la mosca de cebolla (Delia antiqua), la mosca de bombilla de trigo (Delia coarctata), la mosca de la raíz del nabo (Delia floralis)y la mosca de raíz de col (Delia radicum). También la mosca de la semilla de frijol (Delia platura) o 'gusano del poroto', cuya larva daña las semillas en germinación destruyendo raicillas, cotiledones y tallos de las plántulas del fríjol, haba, maíz, cebolla, etc.

## Clasificación
- Familia Anthomyiidae

- Género Amygdalops Lamb, 1914

- Subfamilia Anthomyiinae

- Tribu Anthomyiini

- Género Anthomyia Meigen, 1803
- Género Botanophila Lioy, 1864
- Género Chiastocheta Pokorny, 1889
- Género Fucellia Robineau-Desvoidy, 1842
- Género Hylemya Robineau-Desvoidy, 1830
- Género Hylemyza Schnabl & Dziedzicki, 1911

- Tribu Chirosiini

- Género Chirosia Róndani, 1856
- Género Egle Robineau-Desvoidy, 1830
- Género Lasiomma Stein, 1916
- Género Strobilomyia Michelsen, 1988

- Tribu Hydrophoriini

- Género Acridomyia Stackelberg, 1929
- Género Adia  Robineau-Desvoidy, 1830
- Género Boreophorbia Michelsen, 1987
- Género Coenosopsia Malloch, 1924
- Género Delia Robineau-Desvoidy, 1830
- Género Eustalomyia Kowarz, 1873
- Género Heterostylodes Hennig, 1967
- Género Hydrophoria Robineau-Desvoidy, 1830
- Género Leucophora Robineau-Desvoidy, 1830
- Género Paregle Schnabl, 1911
- Género Phorbia Robineau-Desvoidy, 1830
- Género Subhylemyia Ringdahl, 1933
- Género Zaphne Robineau-Desvoidy, 1830

- Subfamilia Pegomyinae

- Tribu Pegomyini

- Género Alliopsis Schnabl & Dziedzicki, 1911
- Género Emmesomyia Malloch, 1917
- Género Eutrichota Kowarz, 1893
- Género Mycophaga Rondani, 1856
- Género Paradelia Ringdahl, 1933
- Género Parapegomyia Griffiths, 1984
- Género Pegomya Robineau-Desvoidy, 1830

- Tribu Myopinini

- Género Pegoplata Schnabl & Dziedzicki, 1911
- Género Calythea Schnabl in Schnabl & Dziedzicki, 1911
- Género Myopina Robineau-Desvoidy, 1830

Lista incompleta